# Johann Gramann
Johann Gramann o Graumann, también conocido como Johannes Poliander (Neustadt an der Aisch, Alemania, 5 de julio de 1487-Königsberg, 29 de abril de 1541), fue un pastor, teólogo, profesor, humanista, reformador, escritor y líder luterano alemán.
La familia de Johann Gramann se dedicaba a la artesanía. Fue rector de la Thomasschule zu Leipzig. 
En 1519, Gramann fue secretario de Johann Eck en el debate de Leipzig, en donde conoció a Martín Lutero, y ambos colaboraron en la Reforma Protestante. Después, en 1525, fue pastor en la iglesia de Altstadt en Königsberg.
Gramann fue un firme partidario de Alberto I de Prusia en la creación de la Universidad de Königsberg.
En sus últimos años de vida, Gramann donó su colección personal de 1000 libros al Concejo de Altstadt, contribuyendo así a la que sería después Biblioteca de Königsberg.
Gramann escribió varios textos religiosos en alemán y en latín, y varios de ellos fueron usados en las composiciones musicales del famoso compositor Johann Sebastian Bach.